# Leucauge subgemmea
Leucauge subgemmea là một loài nhện trong họ Tetragnathidae.
Loài này thuộc chi Leucauge. Leucauge subgemmea được miêu tả năm 1906 bởi Bösenberg & Strand.